# 조시 매지니스
조슈아 브렌던 데이비드 "조시" 매지니스(영어: Joshua Brendan David "Josh" Magennis, 1990년 8월 15일 ~ )는 EFL 리그 원에 소속된 구단인 위건 애슬레틱에서 활약하고 있는 북아일랜드의 축구 선수이다.

## 국가대표 경력
2010년 5월 26일, 그는 터키와의 친선 경기에서 북아일랜드 축구 국가대표팀의 일원으로 데뷔전을 치른다.
2015년 10월 8일, 그리스와의 UEFA 유로 2016 예선 경기에서 그의 국가대표 데뷔골을 넣었고, 팀은 3-1로 승리했다.